# Silnice III/0373
Silnice III/0373 je silnice třetí třídy, spojovací obce Staré Ždánice, místní části Malá Čeperka, Stéblová, Srch a Starého Hradiště - části Hradiště na Písku. Nachází se v Pardubickém kraji, okresu Pardubice. V obci Stéblová, se nachází nájezd na rychlostní silnici I/37. Mezi I/37 a Malou Čeperkou je kamionová doprava, jezdí do fabrik DITON, HANS, písko-lomů a do místního lihovaru. Tuto silnici udržuje Pardubický kraj a obce na této trase.